# Політична історія XX століття (хронологічна таблиця)

## Риси доби
- 1876–1958 — парламентське правління у Франції (нижня межа — III республіка — верхня — кінець IV республіки. За цей час жодна партія не завоювала більшості місць у національній асамблеї.[1]
- 1945—80 — в Італії змінилося не менше 40 прем'єр-міністрів[1]

## 1910-ті

Лютнева революція

- 1918, 2  листопада — у Жовкві проголошується Західноукраїнська Народна Республіка[2].

## 1930-ті
- 1933 — прихід нацистів до влади у Німеччині.
- 1934 — Вступ СРСР до Ліги Націй.

## 1950-ті
- Корейська війна 1950-1953 років, що ледь не переросла в Третю світову, була першою повномасштабної повітряною війною реактивної ери.
- 1958 — у Франції влада прем'єра помітно послабилася, натомість президента (див. ще Конституція 1958) — зросла[1] (референдум 1958. Голлізм

## 1960-ті
- 1962 — Президент де Голль імперативно провів референдум про прямі вибори президента (імперативно, тому, що конституція не давала президентові права обходити національну асамблею у процесі внесення поправок)[1].

## 1970-ті
- 1970-ті — демократизація в Іспанії, Португалії, Греції[1].
- 1974 — імпічмент президента Ніксона (США)[1].

## 1990-ті
- 1990 — «Щит пустелі»
- 1990, 23 серпня — економічне ембарго на Іран згідно з резолюцією № 665 РБ ООН
- 1991 — «Буря в пустелі»
- 1993–2001 — президентство Білла Клінтона.
- 1997 — саміт лідерів НАТО в Мадриді. Хартії особливого партнерства з Україною (підписана з невигідних для України позицій; порівняй Угода про асоціацію між Україною та ЄС).
- 1998 — «Монікагейт». Записи Лінди Тріпп щодо зловживань. Імпічмент Білла Клінтона